# Condado de Door
O Condado de Door é um dos 72 condados do Estado americano do Wisconsin, situado na península de Door. A sede do condado é Sturgeon Bay, e sua maior cidade é Sturgeon Bay. O condado possui uma área de 6 138 km² (dos quais 4 888 km² estão cobertos por água), uma população de 27 961 habitantes, e uma densidade populacional de 22 hab/km² (segundo o censo nacional de 2000). O condado foi fundado em 1851.

## Clima
| Gráfico climático para Condado de Door   | Gráfico climático para Condado de Door | Gráfico climático para Condado de Door | Gráfico climático para Condado de Door | Gráfico climático para Condado de Door | Gráfico climático para Condado de Door | Gráfico climático para Condado de Door | Gráfico climático para Condado de Door | Gráfico climático para Condado de Door | Gráfico climático para Condado de Door | Gráfico climático para Condado de Door | Gráfico climático para Condado de Door |
| ---------------------------------------- | -------------------------------------- | -------------------------------------- | -------------------------------------- | -------------------------------------- | -------------------------------------- | -------------------------------------- | -------------------------------------- | -------------------------------------- | -------------------------------------- | -------------------------------------- | -------------------------------------- |
| J                                        | F                                      | M                                      | A                                      | M                                      | J                                      | J                                      | A                                      | S                                      | O                                      | N                                      | D                                      |
| 57 -6 -8                                 | 54 -8 -15                              | 60 1 -4                                | 129 9 -2                               | 93 13 3                                | 85 18 9                                | 97 21 12                               | 78 20 15                               | 87 19 12                               | 129 11 3                               | 85 7 1                                 | 65 -2                                  |
| Temperaturas em °C • Precipitações em mm |                                        |                                        |                                        |                                        |                                        |                                        |                                        |                                        |                                        |                                        |                                        |

## Fotografia de astronauta
| Fotografia de astronauta de Condado de Door |  |  |  |
|                                             |  |  |  |